# رينو 16
رينو 16 سيارة من إنتاج مصنع السيارات الفرنسي رينو.وتصنف السيارة كـ سيارة رسمية.إصدار هذا الموديل جاء تعويضا لموديل رينو Colorale وتلاه رينو 20/30.
بدأ إنتاجها سنة 1965 واستمر إلى غاية سنة 1980.
بلغت مبيعات هذه السيارة 1845959 وحدة